# 吉阪隆正
吉阪 隆正（よしざか たかまさ、1917年2月13日 - 1980年12月17日）は、日本の建築家。

## 人物
吉阪俊蔵・花子夫妻の長男として東京都文京区（当時は東京市小石川区）に生まれた。父・俊蔵は内務官僚で、母・花子は動物学者として有名な箕作佳吉の次女。従って隆正は箕作阮甫の玄孫にあたる。
1923年、父の勤務先のスイスから一家で帰国して東京百人町に住み、暁星小学校に入学。小学校6年生の終わりに父の転勤でジュネーヴに移住。中学生の頃から父と登山をはじめる。中学3年のとき2度目のスイス滞在から単身帰国し、早稲田高等学院に進み、1941年早稲田大学理工学部建築学科を卒業。大学生時代は山岳部で活動し、一年の半分は山で過ごしていた。早稲田大学大学院修了後、同校助手。
1950年戦後第1回フランス政府給付留学生として渡仏。早稲田大学の教員を休職したまま、1952年までル・コルビュジエのアトリエに勤務。帰国後の1953年、大学構内に吉阪研究室（後にU研究室へ改称）を設立、建築設計活動を開始する。1957年に早稲田大学赤道アフリカ横断遠征隊を組織として「アフリカ横断一万キロ」を達成し、キリマンジャロ登頂では女性隊員の登山の歴史を開いていた。1959年早稲田大学教授、1969年早稲田大学理工学部長。1973年には日本建築学会の会長に就任。登山家・探検家としても有名で、日本山岳会理事や1960年の早大アラスカ・マッキンリー遠征隊長を務めた。
富久子夫人は甲野謙三・綾子夫妻の娘だが、富久子の母方の祖父・箕作元八は佳吉の弟なので吉阪夫妻は又従兄妹同士で結婚したことになる。
数学者の浦太郎とは1951年9月にマルセイユで出会って以来の友人であり、パリに戻ってからも親交を深めた。その縁から、浦は帰国後の自邸の設計を吉阪に依頼した。その依頼に基づいて1956年に完成したのが浦邸であり、吉阪の代表作の1つといえる。
U研究室が所持していた建築図面一式などの資料類は、2015年に文化庁国立近現代建築資料館に寄贈された。また、寄贈を記念した展覧会「みなでつくる方法　吉阪隆正＋U研究室の建築」が開催された。

## その他
- 新建築住宅設計競技など審査員を歴任。

## 主な仕事

### 吉阪隆正＋Ｕ研究室による主な作品
| 名称                             | 年     | 所在地           | 国       | 状態     | 備考                                  |
| -------------------------------- | ------ | ---------------- | -------- | -------- | ------------------------------------- |
| 今村邸                           | 1950年 | 東京都港区       | 日本     |          |                                       |
| 及川邸                           | 1954年 | 東京都板橋区     | 日本     |          |                                       |
| 甲野邸                           | 1954年 | 東京都世田谷区   | 日本     |          |                                       |
| 吉阪自邸                         | 1955年 | 東京都新宿区     | 日本     | 現存せず |                                       |
| 浦邸                             | 1956年 | 兵庫県西宮市     | 日本     | ◯        | 友人浦太郎の自宅。DOCOMOMO JAPAN 選定 |
| ヴェネツィア・ビエンナーレ日本館 | 1956年 | ヴェネツィア     | イタリア | ◯        |                                       |
| 吉崎邸                           | 1956年 | 東京都杉並区     | 日本     |          |                                       |
| 十河邸                           | 1956年 | 東京都国分寺市   | 日本     | ◯        |                                       |
| ヴィラ・クゥクゥ                 | 1957年 | 東京都渋谷区     | 日本     | ◯        | DOCOMOMO JAPAN 選定                   |
| 増田邸                           | 1957年 | 東京都大田区     | 日本     |          | 増築                                  |
| 丸山邸                           | 1957年 | 東京都世田谷区   | 日本     | 現存せず | 2021年解体                            |
| 海星学園校舎                     | 1958年 | 長崎県長崎市     | 日本     | 現存せず | 2015年解体                            |
| 富山市立呉羽中学校               | 1958年 | 富山県富山市     | 日本     | 現存せず | 2005年解体                            |
| 日仏会館                         | 1960年 | 東京都千代田区   | 日本     | 現存せず | 1995年解体                            |
| 三井邸                           | 1960年 | 東京都杉並区     | 日本     |          |                                       |
| 江津市庁舎                       | 1961年 | 島根県江津市     | 日本     | ◯        | DOCOMOMO JAPAN選定                    |
| 大阪経済大学 白山ヒュッテ        | 1962年 | 長野県小谷村     | 日本     | ◯        |                                       |
| アテネフランセ                   | 1962年 | 東京都千代田区   | 日本     | ◯        | 日本建築学会賞                        |
| 富山県立立山荘                   | 1963年 | 富山県立山町     | 日本     | ◯        |                                       |
| 涸沢ヒュッテ新館                 | 1963年 | 長野県松本市     | 日本     | ◯        |                                       |
| 竹田邸                           | 1964年 | 神奈川県茅ヶ崎市 | 日本     |          |                                       |
| 大学セミナー・ハウス             | 1965年 | 東京都八王子市   | 日本     | ◯        | DOCOMOMO JAPAN選定作品                |
| 赤星邸                           | 1965年 | 神奈川県藤沢市   | 日本     | 現存せず |                                       |
| 山岳アルコウ会ヒュッテ           | 1965年 | 長野県立科町     | 日本     | ◯        | 現:対山荘                             |
| 大島の一連の建物                 | 1968年 | 東京都大島町     | 日本     |          |                                       |
| 樋口邸                           | 1968年 | 東京都世田谷区   | 日本     | ◯        |                                       |
| 野沢温泉ロッジ                   | 1969年 | 長野県野沢温泉村 | 日本     | ◯        |                                       |
| 生駒山宇宙科学館                 | 1969年 | 奈良県生駒市     | 日本     | 現存せず | 2016年解体                            |
| 黒沢池ヒュッテ                   | 1969年 | 新潟県妙高市     | 日本     | ◯        |                                       |
| ヒュッテアルプス                 | 1969年 | 富山県富山市     | 日本     | 現存せず |                                       |
| 黒部平駅 増改築                  | 1970年 | 富山県立山町     | 日本     | ◯        |                                       |
| 大観峰駅 増改築                  | 1971年 | 富山県立山町     | 日本     | ◯        |                                       |
| 栃木県消費生活センター           | 1971年 | 栃木県宇都宮市   | 日本     |          |                                       |
| ニューフサジ                     | 1975年 | 富山県立山町     | 日本     | ◯        | 現:雷鳥沢ヒュッテ                     |

浦邸と大学セミナー・ハウス、江津市市庁舎がDOCOMOMO JAPAN選定 日本におけるモダン・ムーブメントの建築に選ばれている。

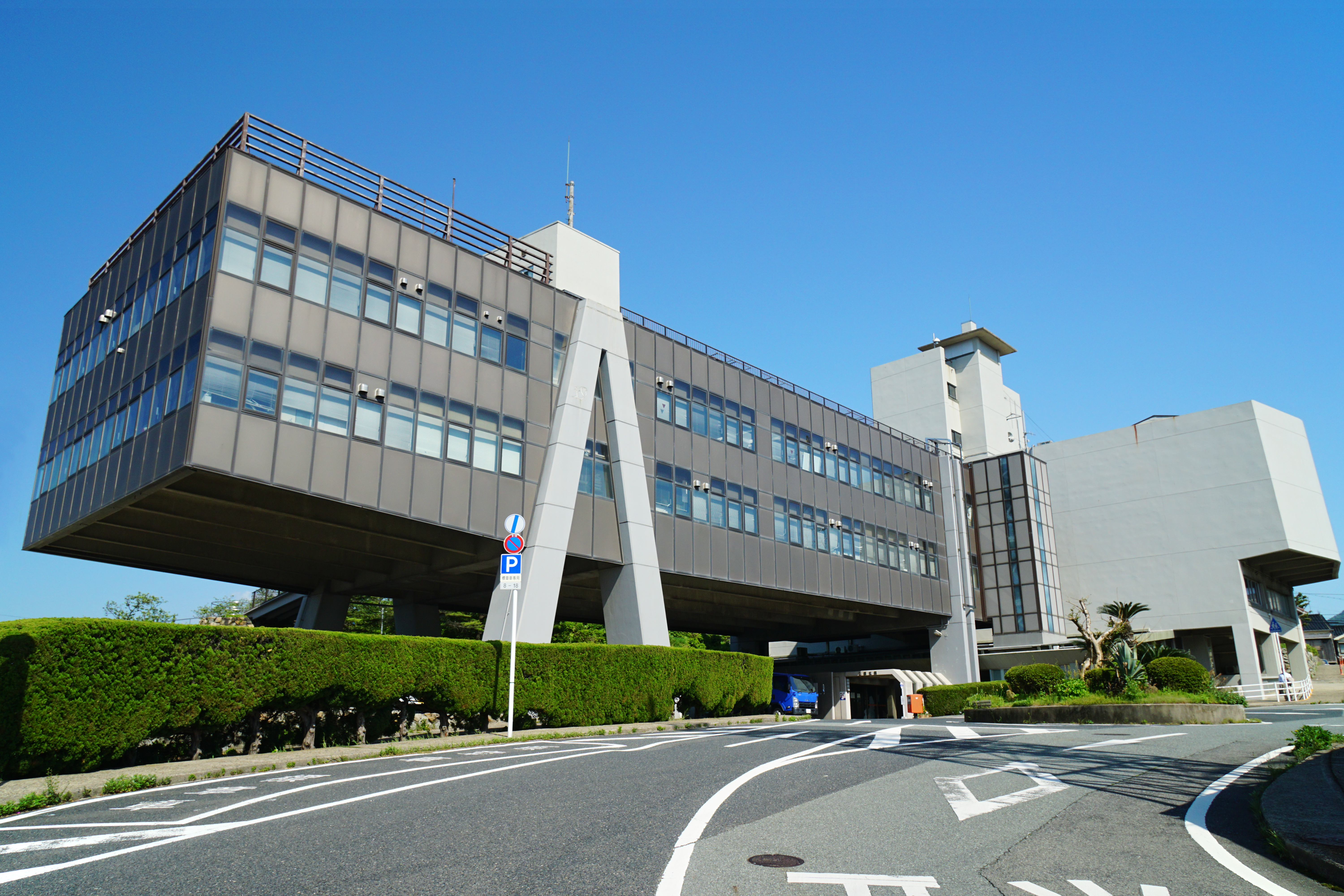
江津市市庁舎
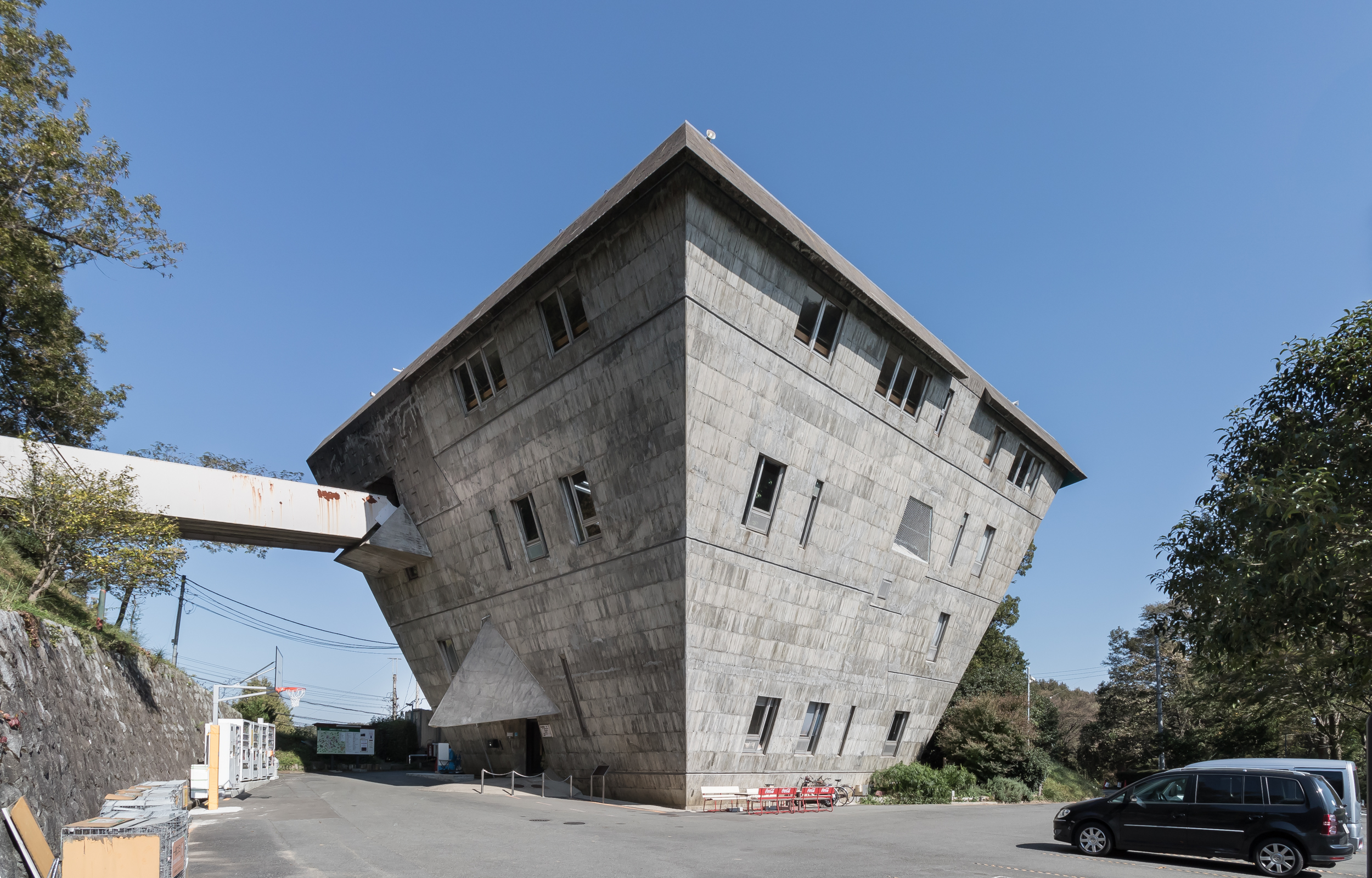
大学セミナーハウス

### 都市計画や開発計画、コンペ案など
- 東京商工経済会主催銀座と渋谷の消費観興地区計画競技設計に参加し一等入選（1949年）
- 早稲田文教地区計画に参加（1949年）
- 東海大学国際公開競技設計参加（1953年、台湾）
- AIUビル指名競技設計参加（1953年）
- 立山開発計画（1959年）
- レオポルドビル文化センター国際オープンコンペティション参加（1959年）
- チュニジア・チェニス都市計画国際オープンコンペティション参加(1960年)
- 白馬・五竜スキー場計画（1963年、長野県）
- ブラジャ・ヒロン戦勝記念碑計画国際オープンコンペティション参加(1963年）
- 千葉市・砲台山観光計画（1963年）
- 浪速芸術短期大学設計競技（1964年）
- 高田馬場再開発計画-1（1964年）
- 伊豆大島復興計画（1965年、東京都）
- 高田馬場再開発計画-2（1966年）
- 浜宮公園（1967年）
- 高田馬場再開発計画-3（1967年）
- 秩父長尾根開発計画（1968年）
- 相模湖総合開発計画（1969年）
- 熊本山鹿市商店街再開発計画（1969年、熊本県）
- 熊本三角町商店街再開発計画（1969年、熊本県）
- 弘前市都市建設計画（1969-1970年、青森県弘前市）
- 武蔵丘陵森林公園基本計画設計競技参加（1970年）
- 21世紀の日本列島像指名競技計画（1970年）
- 栃木県平柳地区農村住宅団地基本計画（1971年、栃木県）
- フランス・パリ芸術センター国際オープンコンペティション参加(1971年、フランス）
- ダル・エス・サラームTANU党本部・議事堂・文化センター国際オープンコンペティション参加(1971年）
- 賀茂地区農村住宅団地調査診断（1971年）
- 工業化工法による芦屋浜高層住宅プロジェクト競技設計（1973年、兵庫県芦屋市）
- 津軽地域の農村集落整備に関する調査研究（1973年）

- ダマスカス国立図書館国際オープンコンペティション参加(1974年）
- 青森県三戸町・八戸市・鯵ヶ沢町の農村公園（1975年、青森県）
- 東京・まちのすがたの提案　東京都近隣社会環境整備計画調査（1976年、東京都）
- 世田谷まちづくりノート全体総括（1977年、東京都世田谷区）
- 三戸町目時農村公園（1977年）
- 八戸市高屋敷農村公園（1978年、青森県）
- 茨城県谷和原村農村公園基本計画（1978年、茨城県）
- 栃木県立博物館指名設計競技参加（1979年、栃木県）
- 茨城県八千代町農村公園基本計画（1979年、茨城県）
- マドリッド・イスラム文化センター国際オープンコンペティション参加(1979年）
- 荒川区東日暮里五丁目地区基本構想（1979年、東京都）
- 亡くなるまで、首都圏総合計画協会・首都圏総合計画研究所の理事長

## 著書
- 『住居学汎論』（相模書房、1950年）
- 『環境と造形』（河出書房、1955年）
- 『告示録』（相模書房、1972年）
- 『生活とかたち』（旺文社、1972年）
- 『吉阪隆正対談集』（新建築社、1979年）
- 『乾燥　生ひ立ちの記』（相模書房、1982年）
- 『吉阪隆正集』（勁草書房、全１７巻、1984年-1986年）

1. 住居の発見
2. 住生活の観察
3. 住居の意味
4. 住居の形態
5. 環境と造形
6. 世界の建築
7. 建築の発想
8. ル・コルビュジエと私
9. 建築家の人生と役割
10. 集まって住む
11. 不連続統一体を
12. 地域のデザイン
13. 有形学へ
14. 山岳・雪氷・建築
15. 原始境から文明境へ
16. あそびのすすめ
17. 大学・交流・平和

- 『好きなことをやらずにはいられない』建築技術、2015年　吉阪の箴言やイラストを収録した新書判の入門書。
- 『吉阪隆正 地表は果して球面だろうか』平凡社、2021年　新書判の著作集。

### 訳書
- ル・コルビュジェ『建築をめざして』 鹿島出版会〈SD選書〉、初版1967年
- ル・コルビュジェ『モデュロール 1．2』 同上、1976年
- ル・コルビュジェ『アテネ憲章』 同上、1976年
- ミシェル・ラゴン『巨大なる過ち　現代の廃墟＝都市』 紀伊国屋書店、1972年
- ノーマン・F・カーヴァ『メキシコ・マヤ芸術』 彰国社、1966年
- 『ル・コルビュジェ全作品集』 A.D.A.EDITA Tokyo（全7巻）、1977－79年

## U研究室・吉阪研究室出身の建築家
- 大竹十一
- 渡邊洋治
- 戸沼幸市 - 早稲田大学教授。
- 大竹康市 - 象設計集団。
- 樋口裕康 - 象設計集団。
- 富田玲子 - 象設計集団。
- 重村力 - 象設計集団。神戸大学名誉教授。
- 有村桂子 - 象設計集団。
- 地井昭夫- 漁村研究者、地域計画家、建築家　『漁師はなぜ、海を向いて住むのか』ISBN 978-4-87502-446-0　著者。
- 内藤廣 - 東京大学大学院教授。
- 斉藤祐子 (建築家) - 一級建築士事務所SITE 「吉阪隆正の方法 浦邸1956」著者。
- 陳亮全 - 台灣大學教授。
- 後藤春彦 - 早稲田大学教授。
- 本村佳久 - 広島女学院大学教授

### 評伝
- 『吉阪隆正の迷宮』 同・実行委員会編、TOTO出版、2005年
- 倉方俊輔 『吉阪隆正とル・コルビュジエ』王国社、2005年
- 『好きなことはやらずにはいられない　吉阪隆正との対話』アルキテクト編、建築技術、2015年
- 『吉阪隆正パノラみる』齊藤祐子・北田英治ほか、2022年　※東京都現代美術館で開催された「吉阪隆正展」関連書籍